# Силвестре, Винисиус
Вини́сиус Силве́стре да Ко́ста (порт. Vinicius Silvestre da Costa; 28 марта 1994, Гуарульюс, штат Сан-Паулу) — бразильский футболист, вратарь клуба «Портимоненсе».

## Биография
Винисиус Силвестре — воспитанник школы «Палмейраса». В основном составе «зелёных» дебютировал 29 октября 2016 года в гостевом матче чемпионата Бразилии против «Сантоса». Вратарь вышел в стартовом составе, а его команда уступила со счётом 0:1. По состоянию на январь 2021 года эта игра была для вратаря единственной, проведённой за «Палмейрас».
В начале 2018 года Винисиус, который недавно перенёс травму, был отдан в аренду в «Понте-Прету». Он сыграл лишь в одном матче за «макак» — в гостевой встрече против «Ферровиарии» (Араракуара) 18 марта 2018 года его команда выиграла со счётом 2:0.
В 2019 году Силвестре на правах аренды играл в Серии B за КРБ. Он дебютировал за команду из Масейо 7 августа в гостевом матче против «Атлетико Гоияниенсе». КРБ выиграл со счётом 1:0.
В 2020 году вернулся в «Палмейрас» и регулярно попадал в заявку на матчи. В розыгрыше Кубка Либертадорес 2020 Винисиус был запасным вратарём в семи матчах, но на поле не выходил — все игры в турнире провёл Вевертон. В итоге «Палмейрас» выиграл трофей. В начале февраля 2021 года Силвестре попал в заявку «Палмейраса» на Клубный чемпионат мира 2020.
В 2021 году стал чаще играть за основной состав «Палмейраса». В феврале он сыграл два матча в розыгрыше ЧБ-2020, последние туры которого состоялись в 2021 году из-за переносов, вызванных пандемией COVID-19. Также он имел регулярную практику в чемпионате штата, а затем сыграл несколько матчей уже в «Бразилейране» 2021. В розыгрыше Кубка Либертадорес 2021 года Винисиус также участия не принимал, но был в заявке в двух матчах.

## Достижения
- Чемпион Бразилии (1): 2016
- Вице-чемпион Бразилии (1): 2017 (не играл)
- Чемпион Бразилии в Серии B (1): 2013 (не играл)
- Чемпион Кубка Бразилии (2): 2020 (не играл)
- Обладатель Кубка Либертадорес (1): 2020 (не играл)